# Ruurd Alta
Ruurd Alta (Makkum, 16 maart 1908 – Wommels, 30 mei 1987) was een Nederlands politicus van de CHU.
Hij werd geboren als zoon van Pier Dirk Alta (1879-1942, houthandelaar) en Catharina Bakker (1877-1963). Na de hbs ging hij begin 1929 als volontair werken bij de gemeentesecretarie van Franeker. In 1931 trad hij als ambtenaar ter secretarie in dienst bij de gemeente Wymbritseradeel waar hij het zou brengen tot hoofdcommies. Van september 1945 tot april 1946 was Alta waarnemend burgemeester van Hindeloopen waarna de gestaakte burgemeester Gerben Stallinga in zijn oude functie terug kon keren. In november 1948 werd Alta benoemd tot burgemeester van Sloten en in december 1957 volgde zijn benoeming tot burgemeester van Hennaarderadeel. In april 1973 ging hij daar met pensioen en in 1987 overleed hij op 79-jarige leeftijd.